# Live It Up
《Live It Up》은 미국의 래퍼 윌 스미스와 코소보의 가수 에라 이스트레피가 공동으로 참여한 미국의 가수 니키 잼의 곡이다. 2018년 FIFA 월드컵 공식 주제가로 선정되었다. 이 트랙은 디플로, 피카드 브라더스(Picard Brothers), 프리 스쿨(Free School)이 제작했으며, 2018년 5월 25일에 발매되었다.

## 배경
2018년 5월 21일, 윌 스미스는 자신과 가수 니키 잼이 2018년 FIFA 월드컵 공식 주제가를 위해 공동 작업할 것이라고 소셜 미디어에 올렸다. 그 메시지는 다음과 같다: "One Life to Live. Live it Up." 니키 잼은 또한 "FIFA 월드컵 공식 주제가를 제작하는 것은 평생의 업적이다. 많은 예술가들이 자신이 이 일의 일부였다고 말할 수 있는 특권을 가지고 있지 않다. 너무 자랑스럽고 행복하고, 손주들에게 '내가 해냈다'고 말할 수 있다.(영어: To record the Official Song for the FIFA World Cup is a lifetime achievement. Not many artists have the privilege of being able to say they've been part of this. I'm so proud and happy, I can say to my grandkids 'I've made it)"라고 말했다.

## 뮤직 비디오
Live It Up의 뮤직 비디오는 2018년 6월 8일에 공개되었다. 이전 대회 이미지 중 니키 잼, 윌 스미스, 에라 이스트레피, 브라질 축구선수 호나우지뉴가 등장한다. 이 뮤직 비디오는 Kasra Pezeshki가 제작한 야샤 말렉자드(Yasha Malekzad)가 연출했으며 주로 러시아 모스크바와 헝가리 부다페스트에서 촬영되었다.

## 평가
Live It Up은 2018 FIFA 월드컵 1주일 전 공개되었는데, 공개 이후 축구와 노래의 흥겨운 리듬이 잘 맞아떨어진다는 평가가 있는 반면, 대회 개최국인 러시아의 선율을 담은 음악 대신 남미 계통의 선율과 리듬을 이용하여 개최국의 개성을 살리지 못했다는 비판 역시 존재한다.

## 제작 인원
- 윌 스미스 - 작곡, 보컬
- 니키 잼 - 작곡, 보컬
- 에라 이스트레피 - 작곡, 보컬
- 디플로 - 프로덕션

## 차트
| 차트(2018년도)                     | 최고도달 순위 |
| ---------------------------------- | ------------- |
| 아르헨티나 (Monitor Latino)        | 7위           |
| 오스트리아 (Ö3 오스트리아 탑 40)   | 17위          |
| 벨기에 (울트라톱 Flanders)         | 23위          |
| 벨기에 (울트라톱 Wallonia)         | 2위           |
| 체코 (Rádio Top 100)               | 52위          |
| 체코 (Singles Digitál Top 100)     | 67위          |
| 프랑스 (프랑스 음반 협회)          | 42위          |
| 독일 (GfK Entertainment charts)    | 21위          |
| 헝가리 (헝가리 레코드 회사 협회)   | 2위           |
| 헝가리 (헝가리 레코드 회사 협회)   | 17위          |
| 이탈리아 (이탈리아 음악 산업 협회) | 68위          |
| 네덜란드 (네덜란드스 탑 40)        | 25위          |
| 네덜란드 (헝가리 레코드 회사 협회) | 78위          |
| 폴란드 (Polish Airplay Top 100)    | 6위           |
| 폴란드 (Dance Top 50)              | 1위           |
| 폴란드 (폴란드 음악 차트)          | 3위           |
| 슬로베니아 (SloTop50)              | 35위          |
| 스페인 (푸로무시카에)              | 59위          |
| 스웨덴 (스베리예토프리스탄)        | 24위          |
| 스위스 (슈바이처 히트파라데)       | 32위          |

## 인증
| 국가                               | 인증     | 판매량/출하량 |
| ---------------------------------- | -------- | ------------- |
| 멕시코 (AMPROFON)                  | 골드     | 30,000        |
| 폴란드 (ZPAV)                      | 플래티넘 | 50,000        |
| 스위스 (IFPI 스위스)               | 골드     | 10,000        |
| 판매량+스트리밍을 기반으로 한 인증 |          |               |

## 출시 내역
| 지역 | 날짜            | 구성 방식     | 상표       |
| ---- | --------------- | ------------- | ---------- |
| 미국 | 2018년 5월 25일 | 음악 다운로드 | Sony Latin |